# Marie e Bruce - Finché divorzio non vi separi
Marie e Bruce - Finché divorzio non vi separi (Marie and Bruce) è un film statunitense del 2004 diretto da Tom Cairns.
Il film è basato sul testo teatrale omonimo di Wallace Shawn del 1978.